# Старый Иржавец (Оржицкий район)
Старый Иржавец (укр. Старий Іржавець) — село,
Староиржавецкий сельский совет,
Оржицкий район,
Полтавская область,
Украина.
Код КОАТУУ — 5323686401. Население по переписи 2001 года составляло 677 человек.
Является административным центром Староиржавецкого сельского совета, в который, кроме того, входят сёла
Чайковщина и
Петровского.

## Географическое положение
Село Старый Иржавец находится у истоков реки Ржавец,
ниже по течению примыкает село Новый Иржавец.

## История
- 1764 — дата основания.
- Село указано на подробной карте Российской Империи и близлежащих заграничных владений 1816 года как Ржавское[2]

## Экономика
- Молочно-товарная ферма.

## Объекты социальной сферы
- Школа І—ІІІ ст.